# Хабард (Небраска)
Хабард (енгл. Hubbard) град је у америчкој савезној држави Небраска.

## Демографија
По попису из 2010. године број становника је 236, што је 2 (0,9%) становника више него 2000. године.
| Група             | 2000.       | 2010.       |
| Белци             | 231 (98,7%) | 216 (91,5%) |
| Афроамериканци    | 0 (0,0%)    | 0 (0,0%)    |
| Азијати           | 0 (0,0%)    | 0 (0,0%)    |
| Хиспаноамериканци | 0 (0,0%)    | 13 (5,5%)   |
| Укупно            | 234         | 236         |